# Amorfo Globoso

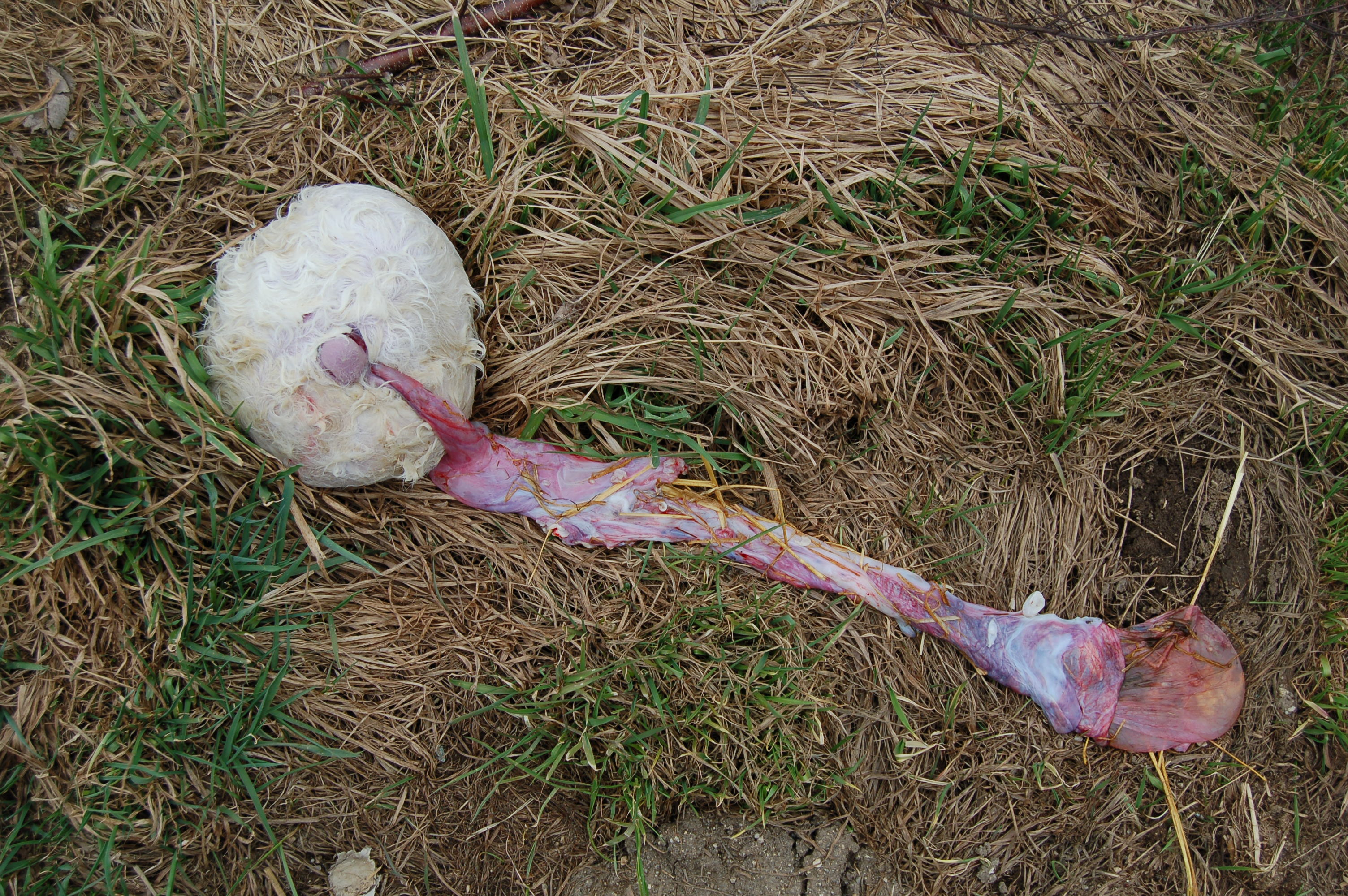
Un amorfo globoso bovino

Un amorfo globoso (del griego αμορφή (amorphē) 'sin forma' y latín : globus 'esfera'), también llamado amorphus globosus,  es una malformación que se presenta en el ganado doméstico . En lugar de un feto normalmente desarrollado, se produce la formación de una estructura de apariencia esférica, cubierta de piel pilosa, que contiene partes de las tres capas germinales, con diferenciación variable en sus contenidos, siendo frecuente la presencia de huesos parcialmente desarrollados, o de otros tejidos. Un amorfo globoso no es viable debido a la falta de órganos funcionales. 

## Origen
Las razones teratológicas para el desarrollo del amorfo globoso son en su mayoría desconocidas, pero se cree que la malformación generalmente está asociada con la gestación gemelar,  en la cual un embrión no logra desarrollarse normalmente. En dos casos reportados, el cariotipo del amorfo era idéntico al de su gemelo con desarrollo normal,   mientras que en otro caso, el cariotipo difería del del gemelo normal,  por lo que también parece posible el surgimiento de gemelos fraternos.

## Distribución
El Amorphus globosus es una manifestación relativamente común en el ganado.  Se presenta con mayor frecuencia en bovinos, pero también se han descripto casos en cabras  y caballos. Se ha descrito un único caso de amorfo globoso en medicina humana, donde también se trató de un embarazo gemelar.